# Sabinele
Sabinele este o pânză pictată de Jacques-Louis David în anul 1799. Tabloul are dimensiunile 385 x 522 cm și se găsește la Louvre, Paris.
David se apucă să lucreze la pânza "Sabinele" pe când era în închisoare. Se rupe de evenimentele politice actuale și se lasă purtat de imaginație în Antichitate, la legenda despre întemeierea Romei. Sabinii, cărora romanii le-au răpit fetele pentru a le lua de soții, au organizat o expediție pentru a se răzbuna. Femeile, în schimb, nu sunt de acord să aibă loc înfruntarea, căci nu vor să-și vadă soții luptându-se cu frații și tații lor. 
La scurtă vreme după acest moment, romanii și sabinii încheie pace și devin un singur popor -explică David. El abordează aici aspectul unirii poporului, problema arzătoare a Franței revoluționare, atunci când regaliștii de la Vendée poartă lupte sângeroase cu armata republicană.
Partea centrală a tabloului este ocupată de un grup de femei, în jurul cărora îl vedem în dreapta pe romanul Romulus, în stânga sabinelor – pe Titus Tatius. Între ei se află o femeie cu păr blond care, cu brațele larg deschise, oprește încăierarea războinicilor. La picioarele ei îngenunchează o femeie brunetă, cerând cu gest umil îndurare pentru copiii născuți din relații întreținute cu romanii. Imediat în planul drept, o femeie bătrână își dezgolește gâtul, expunându-se unei lovituri de lance. În spatele ei, altă femeie, tânără, în rochie roșie își fixează privirea înfricoșată la spectator și cu palmele ridicate pare să simbolizeze dreptatea. Prim-planul este expresiv, precis și colorat, în timp ce planul al doilea încețoșat are cromatica mai stinsă, susținută în tehnica sfumato.